# Witold Hurewicz
Witold Hurewicz (Łódź, 29 juni 1904 – Uxmal (Mexico), 6 september 1956) was een Pools wiskundige.

## Leven
Witold Hurewicz werd in een Joodse familie in Łódź geboren. Deze stad ligt tegenwoordig in Polen, maar toen in het Russische keizerrijk. 
Zijn dood was curieus. Bij een uitstapje tijdens het "Internationale symposium over algebraïsche topologie" in de Mexicaanse stad Uxmal verstapte hij zich en viel van de trappen van een Maya trappenpiramide. In de Dictionary of Scientific Biography wordt gesuggereerd dat hij "...een voorbeeld van verstrooidheid was, een eigenschap die waarschijnlijk tot zijn dood heeft geleid."